# Federația Română de Baschet

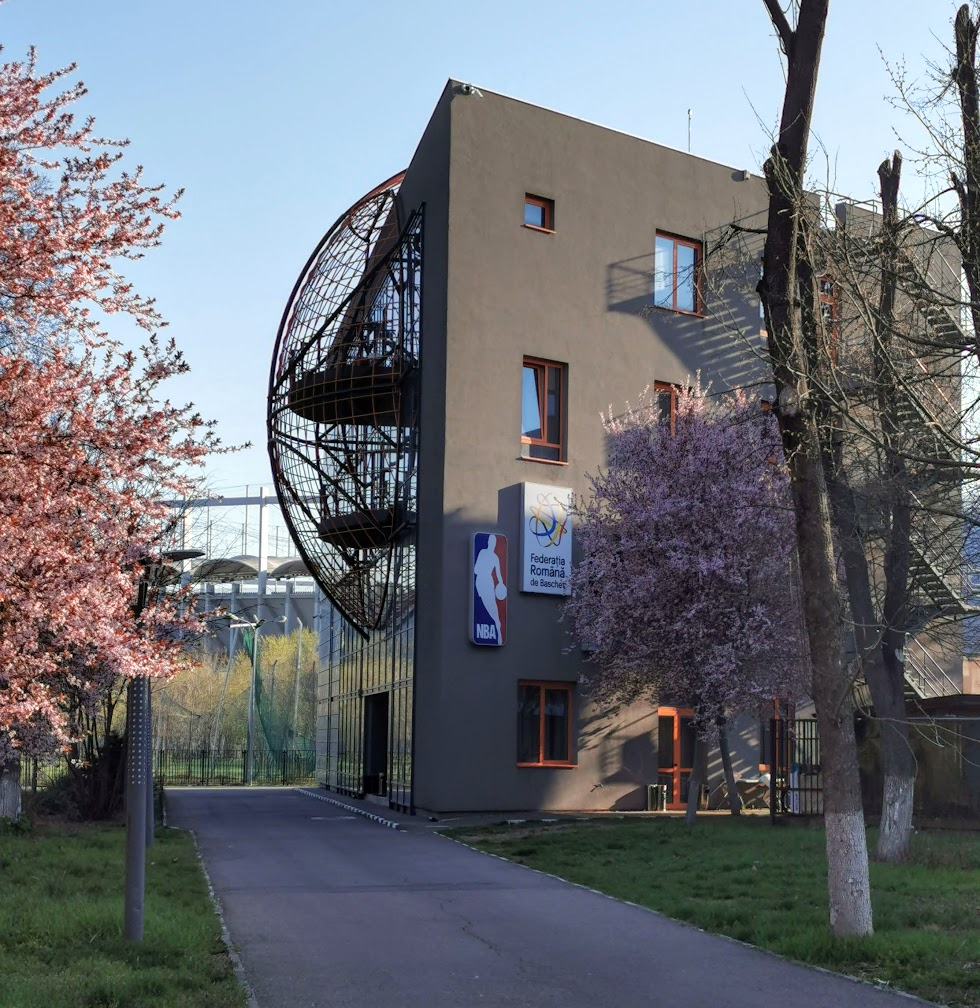
Sediul Federațíei

Federația Română de Baschet (FRB) este organismul ce promovează și organizează baschetul în România. Înființată în anul 1931, este membru al Comitetului Olimpic Român (COSR), și membru fondator al Federației Internaționale de Baschet (FIBA).

## Istoric
În anul 1931, în data de 10 noiembrie, ia ființă Federația Română de Baschet și Volei, avându-l ca președinte pe Constantin Marinescu.
Tot în acest an este organizat și primul campionat regional masculin la care participă 150-200 sportivi legitimați. În 1935, România participă la prima ediție a Campionatului European de baschet, care s-a desfășurat la Geneva, ”tricolorii” clasându-se pe ultimul loc, din zece selecționate participante.
Din 2001, FRB se reorganizează în conformitate cu prevederile Legii 69/2000, Adunarea Generala din 29 noiembrie consemnând schimbarea de macaz, iar federația se desparte de secția de volei. Se adopta noul Statut, iar noul Birou Federal este prezidat de Ioan Dobrescu, în vreme ce secretar general este numit Radu Drăgănesc.

## Competiții

### Masculin
- Liga Națională
- Liga I
- Liga II
- Cupa României
- Super Cupa României

### Baschet feminin
- Liga Națională
- Liga I
- Liga II
- Cupa României

## Președinți
Președinți Federației Române de Baschet de la înființareațarea sa, au fost următori:
- 1931-1932: Constantin Marinescu
- 1932-1937: Nicolae Dutescu
- 1938-1941: Petre Angelescu
- 1943-1944: Nicolae Dutescu
- 1944-1945: Constantin Calleya
- 1945-1946: Petre Georgescu
- 1946-1955: Dem Danielopol
- 1955-1958: Eugen Banntet
- 1958-1962: Leon Teodorescu
- 1962-1975: Ion Tulpan
- 1975-1984: Costache Zmeu
- 1984-1989: Andrei Hrișcă
- 1990-1992: Dan Cristescu
- 1992-1994: Dinu Patriciu
- 1994-1995: Dan Cristescu
- 1996-2000: Dumitru Ciobotea
- 2000-2005: Ioan Dobrescu
- 2005-2013: Carmen Tocală
- 2013-2021: Horia Păun
- 2021-2025: Carmen Tocală